# Herzog von Medina-Sidonia

Wappen der Guzman, Herzöge von Medina-Sidonia

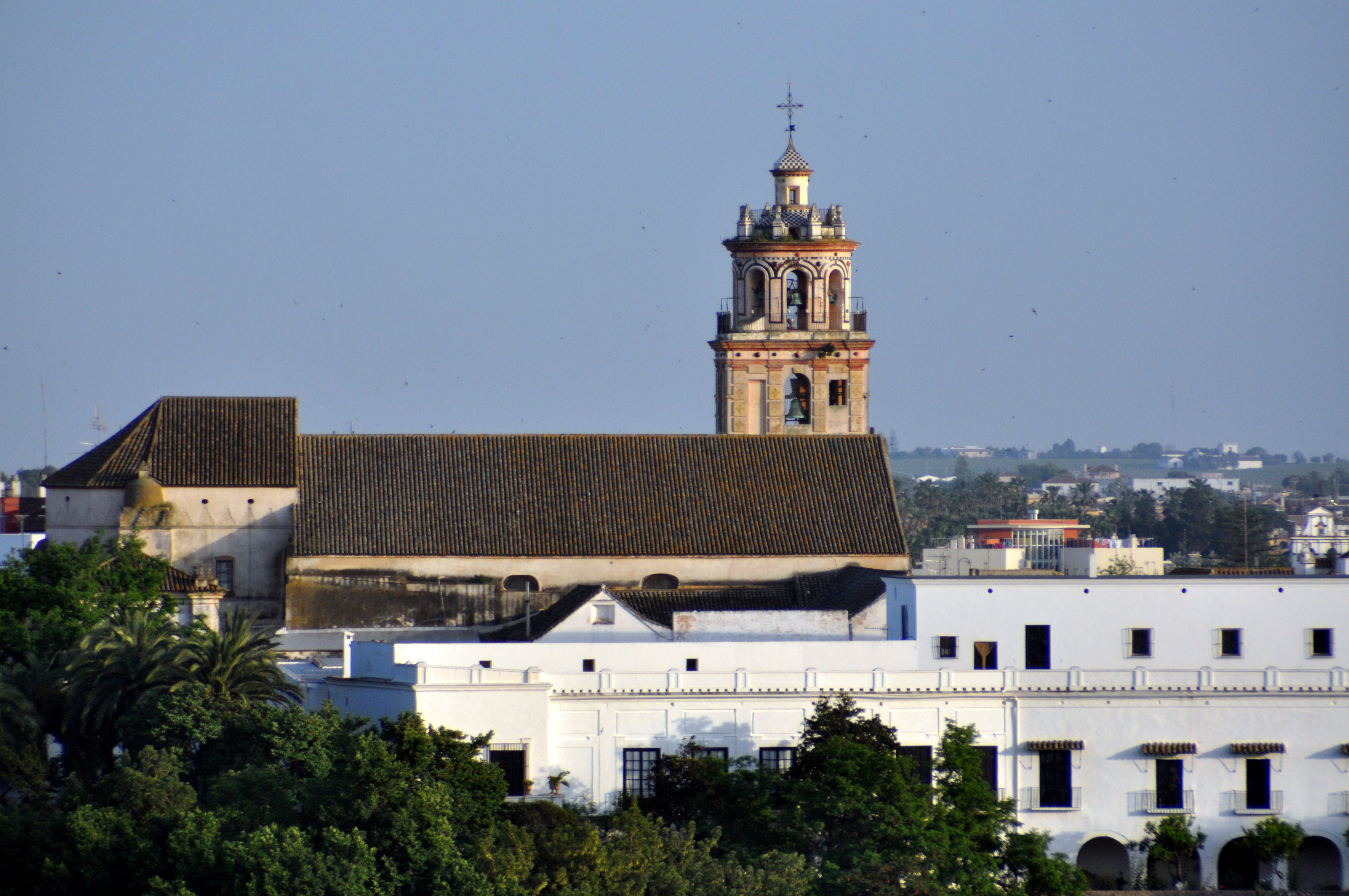
Palast der Herzöge von Medina-Sidonia in Sanlúcar de Barrameda

Die Herzöge von Medina-Sidonia halten den ältesten Herzogstitel Spaniens und waren dadurch eine der prominentesten Magnatenfamilien Andalusiens. Der berühmteste von ihnen war Alonso de Guzmán El Bueno, 7. Herzog von Medina Sidonia, der Kommandeur der Spanischen Armada von 1588. Der namensgebende Ort heißt Medina-Sidonia.

## Geschichte
Die Familie Guzmán besaß ursprünglich die Herrschaft Abiados an den südlichen Ausläufern der Picos de Europa in der Provinz León. Es wird angenommen, dass der Familienname eine Verkürzung von Gundamaris, Sohn des Gundamar, ist, der – nach einer alten Überlieferung – aus Großbritannien gekommen sein soll, und als Nachfahre skandinavischer Invasoren, also von Wikingern, die Nordküste Spaniens überfallen haben soll. Die Familie wurde erstmals im 10. Jahrhundert erwähnt und kam im Zusammenhang mit der Reconquista, der christlichen Rückeroberung der Halbinsel, zu Einfluss.
Der Zweig der Familie, zu dem die Herzöge von Medina Sidonia gehören, stammt von Alonso Pérez de Guzmán (1256–1309), genannt „El Bueno“, der Gute, im Sinne von mutig. 1296 verteidigte er die Stadt Tarifa im Auftrag des Königs Ferdinand IV. von Kastilien, wobei er sich auch nicht unterwarf, als ihm angedroht wurde, seinen Sohn, der in muslimischer Gefangenschaft war, zu töten – und wofür er mit großzügigen Ländereien aus königlichem Besitz belohnt wurde. Den Herzogstitel zu Medina-Sidonia erhielt 1445 einer seiner Nachkommen, Juan Alonzo de Guzmán, Graf von Niebla, von König Johann II. Der Namenszusatz „El Bueno“ wurde im Lauf der Zeit von der Familie übernommen.
Luisa de Guzmán (1613–1666), älteste Tochter des 8. Herzogs, wurde Königin von Portugal, als ihr Ehemann Johann, Herzog von Braganza, als João IV. den Thron bestieg.

## Herzöge von Medina Sidonia
- Juan Alonso de Guzmán (1410–1468), 3. Conde de Niebla, 1445 1. Duque de Medina Sidonia; ⚭ María de la Cerda, Señora de Huelva y de la Isla de Saltés, Tochter von Luis de la Cerda, 3. Conde de Medinaceli,
- Enrique de Guzmán († 1492), dessen Sohn, 2. Duque de Medina Sidonia; ⚭ Leonor de Ribera, Tochter von Perafán de Ribera, 1. Conde de los Molares
- Juan Alonso de Guzmán (1464–1507), 3. Duque de Medina Sidonia; ⚭ I Isabel de Velasco, Tochter von Pedro Fernández de Velasco, 2. Conde de Haro; ⚭ II Leonor de Zúñiga, Tochter von Pedro de Zúñiga, 2. Conde de Bañares
- Enrique de Guzmán († 1512), dessen Sohn, 4. Duque de Medina Sidonia; ⚭ María Girón, Tochter von Juan Téllez-Girón (Juan Pacheco), 2. Conde de Ureña, 3. Señor de Osuna
- Alváro/Alfonso Perez de Guzmán († 1549), dessen Bruder, 5. Duque de Medina Sidonia; ⚭ Ana de Aragón y Gurrea, uneheliche Tochter von Alonso de Aragón, Regent des Königreichs Aragón
- Juan Alonso de Guzmán († 1559), dessen Bruder, 6. Duque de Medina Sidonia; ⚭ Ana de Aragón, uneheliche Tochter von Alonso de Aragón, Regent des Königreichs Aragón, Witwe seines Bruders
- Alonso Pérez de Guzmán el Bueno (1549–1615), dessen Enkel, 7. Duque de Medina Sidonia; ⚭ Ana de Silva, Tochter von Ruy Gómez de Silva, 1. Principe di Eboli, 1. Duque de Estremera, 1. Duque de Pastrana
- Juan Manuel Domingo Francisco de Paula Pérez de Guzmán el Bueno(1579–1636), dessen Sohn, 8. Duque de Medina Sidonia; ⚭ Juana de Sandoval, Tochter von Francisco Gómez de Sandoval y Rojas, 1. Duque de Lerma
- Gaspar Perez de Guzmán El Bueno († 1664), dessen Sohn, 9. Duque de Medina Sidonia; ⚭ I Ana María de Guzmán, Tochter von Alonso Pérez de Guzmán el Bueno, 8. Duque de Medina Sidonia, seine Tante; ⚭ II Juana Enríquez de Ribera, Tochter von Alfonso Fernández de Córdoba y Figueroa, 5. Duque de Feria
- Gaspar Juan Alonso Perez de Guzmán el Bueno († 1667), dessen Sohn, 10. Duque de Medina Sidonia; ⚭ Antonia de Haro y Guzmán, Tochter von Luis Méndez de Haro Guzmán y Sotomayor, 1. Duque de Montoro, 4. Duque de Olivares
- Juan Claros Perez de Guzmán el Bueno (1642–1713), dessen Bruder, 11. Duque de Medina Sidonia; ⚭ I Antonia Pimentel Benavides, Tochter von Antonio Alonso Pimentel de Herrera Zúñiga, 11. Conde y 8. Duque de Benavente; ⚭ II Mariana de Guzmán, 3. Duquesa de Medina de las Torres, Tochter von Ramiro Núñez Felípez de Guzmán, 1. Duque de Medina de las Torres
- Manuel Alonso Perez de Guzmán el Bueno (1671–1721), dessen Sohn, 12. Duque de Medina Sidonia; ⚭ Luisa María de Silva Mendoza Haro y Guzmán, Tochter von Gregorio María Domingo de Silva Mendoza y Sandoval, 5. Duque de Pastrana, 5. Duque de Estremera, 9. Duque del Infantado
- Domingo José Carlos Alonso Perez de Guzmán el Bueno y Silva (1695–1739), dessen Sohn, 13. Duque de Medina Sidonia; ⚭ Fenicula María Juana Antonia Dominga Francisca Pacheco y Moscoso, Tochter von Mercurio Antonio López Pacheco y Portugal, 9. Duque de Escalona
- Pedro de Alcantara Alonso Perez de Guzmán el Bueno y López Pacheco (1724–1779), dessen Neffe, 14. Duque de Medina Sidonia, Marqués de Aguilar de Campóo; ⚭ Mariana de Silva y Álvarez de Toledo, Tochter von Manuel María de Silva, 9. Conde de Galve

### Haus Álvarez de Toledo

Das Wappen des Hauses Álvarez de Toledo

- Francisco Manuel Joaquín Pedro Juan Andrés Avelino Cayetano Venancio Francisco de Paula Gonzaga Javier Ramón Blas Tadeo Vicente Sebastián Rafael Melchior Gaspar Baltasar Luis Pedro de Alcántara Buenaventura Diego Andrés Apostol Isidro Álvarez de Toledo y Gonzaga (1756–1796), 15. Duque de Medina Sidonia; ⚭ María del Pilar Cayetana de Silva Portugal y Bazán Alvarez de Toledo, 13. Duquesa de Alba de Tormes, Duquesa de Huéscar, Duquesa de Galisteo, Duquesa de Montoro, Tochter von  Francisco de Paul de Silva Portugal y Alvarez de Toledo, Duque de Huescar, keine Nachkommen
- Francisco de Borja Álvarez de Toledo y Gonzaga (1763–1821), 16. Duque de Medina Sidonia; ⚭ Tomasa Josefa Micaela Joaquina Francisca de Sales Juana Nepomuceno Felipa Palafox y Portocarrero, Tochter von Felipe Antonio Palafox de Croy Havré Centurión
- Pedro de Alcantara Álvarez de Toledo y Palafox (1803–1867), dessen Sohn, 17. Duque de Medina Sidonia; ⚭ María Joaquina de Silva y Tellez-Girón, Tochter von José Gabriel de Silva Bazán y Waldstein, 12. Marqués del Viso
- José Joaquin Álvarez de Toledo y Silva (1826–1900), dessen Sohn, 18. Duque de Medina Sidonia; ⚭ Rosalia Caro y Álvarez de Toledo, Tochter von Pedro Caro y Salas, 4. Marqués de la Romana
- Joaquin Álvarez de Toledo y Caro (1865–1915), dessen Sohn, 19. Duque de Medina Sidonia; ⚭ Rosarío (Rosalia) Caro y Caro, Tochter von Carlos Caro y Álvarez de Toledo, Conte di Caltavuturo
- Joaquin Álvarez de Toledo y Caro (1894–1955), dessen Sohn, 20. Duque de Medina Sidonia; ⚭ I María del Carmen Maura y Herrera, Tochter von Gabino Maura y Gamazo, Montaner y Abarca, 1. Duque de Maura; ⚭ II María de la Concepción García-Faria y Monteys, Robles y Xuriger
- Luisa Isabel Álvarez de Toledo y Maura (1936–2008), dessen Tochter, 21. Duquesa de Medina Sidonia; ⚭ Leoncio González de Gregorio y Martí-Arribas, genannt La Duquesa Roja[1]
- Leoncio Alonso González de Gregorio y Álvarez de Toledo, 22. Duque de Medina Sidonia (* 1956)
- Erbe: Don Alonso Enrique González de Gregorio y Viñamata (* 1983)